# Vecchio Palazzo del Governo di Hokkaidō
Il Vecchio Palazzo del Governo di Hokkaidō è uno storico edificio della città di Sapporo in Giappone.

## Storia
L'edificio, eretto nel 1888, venne gravemente danneggiato nel 1909 durante un incendio. I lavori di restauro iniziarono nel 1910 e vennero completati l'anno seguente.

## Descrizione
Il palazzo, realizzato in mattoni, presenta uno stile eclettico di matrice europea.